# Дудинце
Ду́динце (словац. Dudince, венг. Gyűgy) — курортный город в центральной Словакии около Крупины. Население — около 1 400 человек.

## История
Гонтьянский городок Дудинце был впервые упомянут в 1284 году, тем не менее источники использовались и ранее, ещё со времён Древнего Рима. Об этом свидетельствуют 32 небольших каменных римских бассейна, которые сохранились до сих пор. Санатории Дудинце специализируются на лечении системы кровообращения, ревматизма, кожных и гинекологических болезней. Вода в Дудинцах имеет постоянную температуру 28,5 градусов Цельсия.

## Население
| Год:                | 1994 | 2004    | 2014    | 2024    |
| ------------------- | ---- | ------- | ------- | ------- |
| Количество человек: | 1591 | 1521    | 1444    | 1362    |
| Разница:            |      | −4,39 % | −5,06 % | −5,67 % |